# Dirk Else
Dirk Else (* 27. August 1977 in Erlabrunn) ist ein ehemaliger deutscher Skispringer.

## Werdegang
Else gab im März 1995 sein Debüt im Skisprung-Continental-Cup. Diesen gewann er nach vier Tagessiegen in der Saison 1999/00. Am 1. Januar 2000 gab er in Garmisch-Partenkirchen sein Debüt im Weltcup. Dabei sprang er auf den 39. Platz. Am 4. Januar 2002 gewann er mit dem 19. Platz in Innsbruck seine ersten Weltcup-Punkte. Auch in den folgenden Springen holte er Punkte und beendete die Saison 2001/02 auf dem 50. Platz in der Weltcup-Gesamtwertung. In der folgenden Saison startete er nur noch bei wenigen Weltcup-Springen. Nachdem er jedoch auch im Continental Cup ohne größere Erfolge geblieben war, beendete er 2003 seine aktive Skisprungkarriere.
Die persönliche Bestweite von Dirk Else liegt bei 205 Metern, erzielt bei einem Trainingsspringen für den Skisprung-Weltcup am 17. März 2000 auf der Skiflugschanze in Planica (Slowenien).

## Weltcup-Platzierungen
| Saison  | Platz | Punkte |
| ------- | ----- | ------ |
| 2001/02 | 50.   | 049    |
| 2002/03 | 84.   | 001    |